# Jean Nguza Karl-i-Bond
Jean Nguza Karl-i-Bond (ur. 1938, zm. 2003) – kongijski (zairski) polityk i dyplomata, premier Zairu w okresach 1980–1981 i 1991–1992.
Sprawował urząd ministra spraw zagranicznych w latach 1972–1974, 1976–1977, 1979–1980 i 1988–1990. Od 1977 do 1978 przebywał w więzieniu na rozkaz prezydenta Mobutu Sese Seko, następnie skazano go na karę śmierci, został jednak ułaskawiony. Od 1981 do 1985 znajdował się na emigracji. Ambasador w Waszyngtonie w latach 1986-1988, założył w 1991 Unię Niezależnych Federalistów i Republikanów. Od 1993 do 1994 był wicepremierem i ministrem obrony.